# Левина, Тея Рубиновна
Тея (Дора) Рубиновна Левина (1896, Вильна — 22 августа 1937, Москва) — советский учёный-правовед и политический деятель, кандидат юридических наук, доцент, заведующая кафедрой Саратовского юридического института им. Д. И. Курского, участница оппозиционной политической группы «Союз марксистов-ленинцев».

## Биография
Тея Рубиновна Левина родилась в 1896 году в городе Вильно в еврейской семье.
- 1916 год — принята в члены РСДРП(б).
- 1917 год — окончила три курса Петроградского Психоневрологического института, работала секретарём Пролетарского красного креста.
- 1918 год — 1920 год — секретарь комиссии по ликвидации безграмотности в Саратове.
- 1921 год — переезд в Москву.
- 1924 год — окончила курсы марксизма в Коммунистической академии.
- 1925 год — 1929 год — работала ответственным секретарём в редакциях газет «Комсомольская правда», «Правда», «Беднота» и журнала «Большевик».
- 1928 год — 1933 год — член правой оппозиционной политической группы «Союз марксистов-ленинцев».
- 1929 год — исключена из партии, но затем восстановлена.
- 1929 год — 1931 год — преподавательская работа в вузах Самары.
- 1931 год — 1933 год — доцент, заведующая кафедрой истории советского государства и права Саратовского юридического института имени Д. И. Курского.
- 1932 год — 1933 год — редактор газеты «Комвузовец» в Саратове.
- 1933 год — повторно исключена из партии.

В период жизни в Петрограде была дружна с поэтом и переводчиком Дмитрием Майзельсом, который был в неё влюблён. Майзельс посвятил ей сборник стихотворений «Трюм» (1918). Их переписка 1914—1927 годов была обнаружена в архиве Т. Р. Левиной, сохранённом её дочерью Нинелью Константиновной Бранцовской-Левиной (род. 1924).
В период подготовки политической программы «Сталин и кризис пролетарской диктатуры» и «Обращения ко всем членам ВКП(б)» арестована в Саратове и в 1933 году осуждена по делу т. н. группы Слепкова и др. («Бухаринская школа») на 3 года лишения свободы. Содержалась в Омском политизоляторе особого назначения. По отбытии срока оставлена на 2 года на поселении.
Вновь арестована 3 сентября 1936 года по обвинению в участии в контрреволюционной террористической организации правых. Этапирована в Москву, где осуждена Военной коллегией Верховного суда СССР к расстрелу. Расстреляна 22 августа 1937 года. Захоронена на Донском кладбище (могила № 1).
Реабилитирована 22 августа 1961 года.